# Luigi Maria Fortini
Luigi Maria Fortini OCD, auch  Aloysius Mary of St. Teresa Fortini, (* 15. November 1795 in Rom, Kirchenstaat; † 5. Januar 1848) war ein italienischer, römisch-katholischer Bischof in Indien.
Fortini legte am 16. Juli 1816 die Profess bei den Unbeschuhte Karmelitern ab. Papst Gregor XVI. ernannte ihn am 8. August 1837 zum Koadjutor-Apostolischer Vikar von Bombay und Titularbischof von Calama. Am 13. Mai 1838 spendete Antonio Ramazzini, Apostolischer Vikar von Bombay, ihn die Bischofsweihe. Mitkonsekrator war Myles Prendergast, Apostolischer Vikar von Verapoly. Als sein Vorgänger Antonio Ramazzini am 9. Oktober 1840 starb, folgte er diesem als Apostolischer Vikar von Bombay nach. 